# Сент-Аполлинер (Кот-д’Ор)
Сент-Аполлине́р (фр. Saint-Apollinaire) — коммуна во Франции, находится в регионе Бургундия. Департамент коммуны — Кот-д’Ор. Входит в состав кантона Дижон 1-й кантон. Округ коммуны — Дижон.
Код INSEE коммуны — 21540.

## Население
Население коммуны на 2010 год составляло 6276 человек.
| 1962 | 1968 | 1975 | 1982 | 1990 | 1999 | 2010 |
| ---- | ---- | ---- | ---- | ---- | ---- | ---- |
| 1152 | 2403 | 3795 | 4611 | 5577 | 5024 | 6276 |

## Экономика
В 2010 году среди 3995 человек трудоспособного возраста (15—64 лет) 2943 были экономически активными, 1052 — неактивными (показатель активности — 73,7 %, в 1999 году было 67,5 %). Из 2943 активных жителей работали 2808 человек (1388 мужчин и 1420 женщин), безработных было 135 (61 мужчина и 74 женщины). Среди 1052 неактивных 455 человек были учениками или студентами, 404 — пенсионерами, 193 были неактивными по другим причинам.